# Liste der Kulturgüter in Rafz
Die Liste der Kulturgüter in Rafz enthält alle Objekte in der Gemeinde Rafz im Kanton Zürich, die gemäss der Haager Konvention zum Schutz von Kulturgut bei bewaffneten Konflikten, dem Bundesgesetz vom 20. Juni 2014 über den Schutz der Kulturgüter bei bewaffneten Konflikten sowie der Verordnung vom 29. Oktober 2014 über den Schutz der Kulturgüter bei bewaffneten Konflikten unter Schutz stehen.
Objekte der Kategorie A sind im Gemeindegebiet nicht ausgewiesen, Objekte der Kategorie B sind vollständig in der Liste enthalten, Objekte der Kategorie C fehlen zurzeit (Stand: 1. Januar 2023). Unter übrige Baudenkmäler sind weitere geschützte Objekte zu finden, die im Verzeichnis der Objekte von überkommunaler Bedeutung der kantonalen Denkmalpflege zu finden und nicht bereits in der Liste der Kulturgüter enthalten sind.

## Kulturgüter
| Foto |                                                                   | Objekt                                                  | Kat. | Typ | Standort                       | Beschreibung |
| ---- | ----------------------------------------------------------------- | ------------------------------------------------------- | ---- | --- | ------------------------------ | ------------ |
| ja   | Datei hochladen · Wikidata zu Gasthaus Goldenes Kreuz (Q29933006) | Gasthaus zum goldenen Kreuz KGS-Nr.: 07604              | B    | G   | Landstrasse 15 682882 / 274075 |              |
| BW   | Datei hochladen · Wikidata zu Motte (Q29933009)                   | Schürlibuck, mittelalterliche Burgstelle KGS-Nr.: 12652 | B    | F   | 681651 / 274250                |              |
| ja   | Datei hochladen · Wikidata zu Reformierte Kirche Rafz (Q29933010) | Reformierte Kirche KGS-Nr.: 12653                       | B    | G   | Chilegass 2a 682434 / 274310   |              |

## Übrige Baudenkmäler
| ID          | Foto |                                                       | Objekt                                            | Kat.    | Typ | Standort                           | Beschreibung |
| ----------- | ---- | ----------------------------------------------------- | ------------------------------------------------- | ------- | --- | ---------------------------------- | ------------ |
| 06700048    | ja   | Datei hochladen                                       | Ehemaliges Bauernhaus, Hausteil 1                 | C       | G   | Landstrasse 31 683092 / 274130     |              |
| 06700086    | ja   | Datei hochladen                                       | Wohnhaus mit Lager, ehemalige Schuhfabrik Walder  | B reg.  | G   | Landstrasse 21 682959 / 274098     |              |
| 06700088    | ja   | Datei hochladen                                       | Gasthaus zum goldenen Kreuz, Hausteil 1           | B reg.  | G   | Märktgass 50 682932 / 274092       |              |
| 06700090    | ja   | Datei hochladen                                       | Gasthaus zum goldenen Kreuz, Hausteil 2           | B reg.  | G   | Landstrasse 17 682910 / 274089     |              |
| 06700132    | ja   | Datei hochladen                                       | Restaurant Traube                                 | C       | G   | Im Freie 2 682653 / 273834         |              |
| 06700154    | ja   | Datei hochladen                                       | Wohnhaus                                          | C       | G   | Schregwägli 1 682616 / 273886      |              |
| 06700239    | ja   | Datei hochladen                                       | Gasthaus zum goldenen Kreuz, Wohnhaus Rotes Hüsli | B reg.  | G   | Märktgass 46 682878 / 274095       |              |
| 06700300    | ja   | Datei hochladen                                       | Wohnhaus                                          | C       | G   | Pfrüender 1 682661 / 274117        |              |
| 06700357    |      | Datei hochladen                                       | Ehemaliges Bauernhaus                             | C       | G   | Storche 2 682566 / 274113          |              |
| 06700359    | ja   | Datei hochladen                                       | Ehemaliges Bauernhaus, Hausteil 1                 | C       | G   | Dorfstrasse 3A 682551 / 274126     |              |
| 06700363    |      | Datei hochladen                                       | Ehemaliges Bauernhaus, Hausteil 3                 | C       | G   | Dorfstrasse 5 682549 / 274144      |              |
| 06700367    | ja   | Datei hochladen                                       | Gemeindehaus                                      | B reg.  | G   | Dorfstrasse 7 682531 / 274225      |              |
| 06700368    | ja   | Datei hochladen                                       | Reformiertes Pfarrhaus                            | B reg.  | G   | Dorfstrasse 10 682559 / 274225     |              |
| 06700407    | ja   | Datei hochladen                                       | Gasthaus Zur Krone                                | C       | G   | Oberdorf 5 682456 / 274344         |              |
| 06700415    | ja   | Datei hochladen                                       | Bauernhaus                                        | C       | G   | Oberdorf 11 682487 / 274387        |              |
| 06700416    |      | Datei hochladen                                       | Wohnhaus                                          | C       | G   | Oberdorf 4 682521 / 274398         |              |
| 06700422    |      | Datei hochladen                                       | Ehemaliges Bauernhaus, Hausteil 1                 | C       | G   | Oberdorf 8 682524 / 274451         |              |
| 06700440    |      | Datei hochladen                                       | Ehemaliges Bauernhaus, Hausteil 2                 | C       | G   | Chilegass 7b 682381 / 274267       |              |
| 06700469    |      | Datei hochladen                                       | Reihenwohnhaus Rosenau, Hausteil 2                | C       | G   | Brüelgass 9 682489 / 274142        |              |
| 06700471    |      | Datei hochladen                                       | Reihenwohnhaus Rosenau, Hausteil 3                | C       | G   | Brüelgass 11A 682481 / 274139      |              |
| 06700506    | ja   | Datei hochladen                                       | Bauernhaus                                        | C       | G   | Chilegass 2 682380 / 274297        |              |
| 06700507    |      | Datei hochladen                                       | Ehemaliges Bauernhaus, Hausteil 1                 | C       | G   | Chilegass 7a 682381 / 274267       |              |
| 06700509    |      | Datei hochladen                                       | Ehemaliges Bauernhaus, Hausteil 3                 | C       | G   | Chilegass 9 682360 / 274260        |              |
| 06700549    |      | Datei hochladen                                       | Wohnhaus                                          | C       | G   | Christegässli 3–9 682705 / 274149  |              |
| 06700589    |      | Datei hochladen                                       | Wohnhaus, Hausteil 2                              | C       | G   | Heereguet 7 682636 / 274282        |              |
| 06700680    | ja   | Datei hochladen                                       | Schule Schalmenacher, Schulhaus                   | B reg.  | G   | Tannewäg 12 682788 / 273475        |              |
| 06700682    | ja   | Datei hochladen                                       | Schule Schalmenacher, Turnhalle                   | B reg.  | G   | bei Tannewäg 12 682747 / 273510    |              |
| 06700785    | ja   | Datei hochladen · Wikidata zu Bahnhof Rafz (Q7282749) | Bahnhof Rafz, Aufnahmegebäude mit Güterschuppen   | B reg.  | G   | Bahnhofstrasse 37 683067 / 273149  |              |
| 06700875    | ja   | Datei hochladen                                       | Villa Schluchenberg                               | B reg.  | G   | Schluchewäg 2 682481 / 274929      |              |
| 06700908    |      | Datei hochladen                                       | Wohnhaus, ehemalige Obere Mühle                   | C       | G   | Chnübrächi 2a,b 682687 / 274639    |              |
| 067ALT00094 |      | Datei hochladen                                       | Gasthaus zum goldenen Kreuz, Ökonomiegebäude      | B kant. | G   | Landstrasse 19 bei 682862 / 274081 |              |

Legende: Im Wesentlichen siehe Legende der Liste der Kulturgüter von nationaler und regionaler Bedeutung, mit folgenden Ausnahmen:
- Anstelle der KGS-Nummer wird als Objekt-Identifikator (ID) die Inventarnummer im Verzeichnis der Objekte von überkommunaler Bedeutung des kantonalen Denkmalschutzamtes verwendet.
- Bei den Kategorien wird wie folgt unterschieden: B kant. = Objekt von kantonaler Bedeutung (Kanton Zürich); B reg. = Objekt von regionaler Bedeutung (Kanton Zürich).